# Scybalista subductalis
Scybalista subductalis là một loài bướm đêm trong họ Crambidae.